# どんなもんだハウス!
どんなもんだハウス!はラジオたんぱ（現・ラジオNIKKEI ＝ 日経ラジオ社）第1放送の月曜日から金曜日の17:00から18:00の時間帯で放送されていたラジオ番組。
1987年4月から1988年3月まで放送した。

## 概要
これまでの『ヤロウどもメロウどもOh!』『はしゃいで○○大放送（はしゃ○）』などではラジオたんぱ独自のオーディションで選出したパーソナリティを多く起用していたが、この番組では方向転換をし、より広いリスナー層を求めたいという方向で新たにオーディションは行わず、既に名の有る劇団の俳優などを多くパーソナリティに起用した。前番組『はしゃ○』からは水島裕、冨永みーな、坂上忍が続投しているが、これまで3人別曜日の出演だったのが火曜日に3人共演という形になっている。なお、この番組も東京本社の公開放送用スタジオ・第0スタジオから生放送されていた。
しかしこういった方向転換も叶わず、放送は1年で終了。一説ではこれまでの『はしゃ○』のリスナーが付いてこなかったのも一因とも言われている。こういったことから、後番組『満載ラジオ⑤⑤5!』では、再びオーディション選出のパーソナリティを起用することになる。

## パーソナリティ
- 月曜日：劇団夢の遊眠社 - 佐戸井けん太、円城寺あや、段田安則 ほか
- 火曜日：水島裕、冨永みーな、坂上忍
- 水曜日：渡辺信子、久本雅美、美加理
- 木曜日：みうらじゅん
- 金曜日：ラジオ花組 - 遠藤真希、渕崎ゆり子、磯川菜穂子